# سیمون توگنون
سیمون توگنون (انگلیسی: Simone Tognon؛ زادهٔ ۲۵ ژوئن ۱۹۷۵) بازیکن فوتبال اهل ایتالیا است.